# Näresaari (ö i Södra Savolax, Nyslott)
Näresaari är en ö i Finland. Den ligger i sjön Honkanen och i kommunen Nyslott i  landskapet Södra Savolax, i den sydöstra delen av landet, 260 km nordost om huvudstaden Helsingfors. Öns area är 4 hektar och dess största längd är 380 meter i öst-västlig riktning.